# Euphyia poecilata
Euphyia poecilata là một loài bướm đêm trong họ Geometridae.